# Кръсто Мукоски
Кръсто Мукоски (на македонска литературна норма: Крсто Мукоски) е политик от Северна Македония.

## Биография
Родена е на 24 септември 1974 година в Белград, тогава в Социалистическа федеративна република Югославия. Завършва Скопския университет.
В 2014 и 2015 година е избран за депутат от ВМРО – Демократическа партия за македонско национално единство в Събранието на Република Македония.
След като на 19 октомври 2018 година гласува за конституционните промени за смяна на името на държавата заедно с другите шестима депутати гласували „за“ е изключен от ВМРО-ДПМНЕ и от парламентарната група.